# Ben Mee
Benjamin Thomas Mee (* 21. září 1989 Sale) je anglický profesionální fotbalista, který hraje na pozici středního obránce za anglický klub Brentford FC.
Mee, odchovanec Manchesteru City, odehrál za Citizens jen jediný zápas v ligovém poháru. Následně odešel na hostování do Leicesteru City a Burnley, do kterého v lednu 2012 přestoupil na trvalo. Za The Clarets odehrál přes 300 ligových zápasů a stal se klubovým kapitánem. Po skončení smlouvy v Burnley se v létě 2022 přesunul do Brentfordu.

## Klubová kariéra

### Manchester City
Mee se narodil ve městě Sale ve Velkém Manchesteru. Je odchovancem Manchesteru City. V roce 2009 podepsal svoji první profesionální smlouvu, a to do roku 2011.
Mee se dostal do A-týmu v létě 2010, když manažer Roberto Mancini chtěl na předsezónní přípravě v USA otestovat mladé hráče. Mee odehrál dva přátelské zápasy, proti Portlandu Timbers a New Yorku Red Bulls.
Mee odehrál svůj první soutěžní zápas v dresu City 22. září 2010, šlo o zápas v ligovém poháru proti West Bromu.

#### Leicester City (hostování)
Dne 1. ledna 2011 odešel Mee na půlroční hostování do Leicesteru City, který vedl bývalý trenér Manchesteru City manager Sven-Göran Eriksson. Mee debutoval v dresu Leicesteru 22. ledna při výhře 4:2 nad Millwallem.

### Burnley

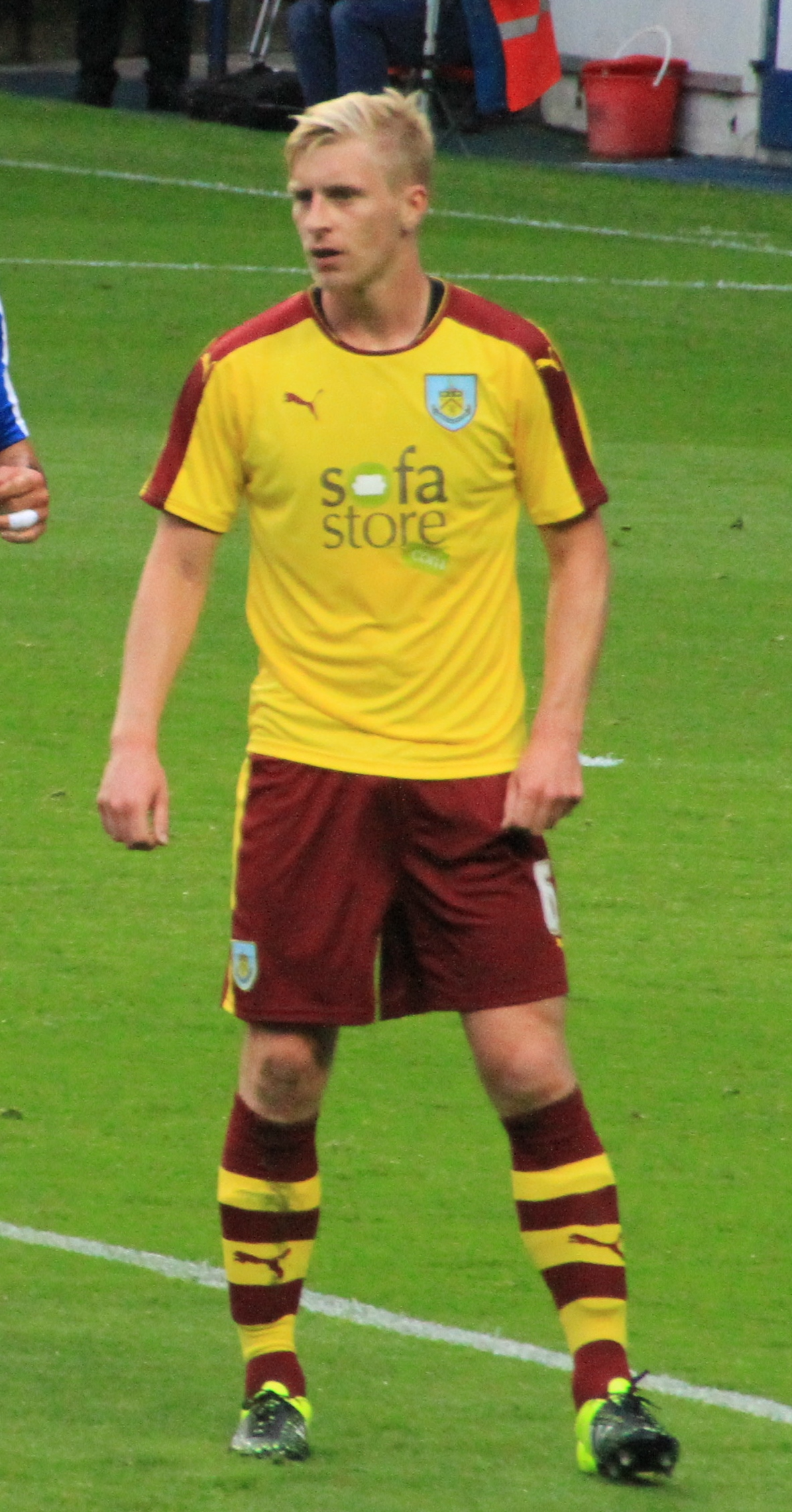
Mee v dresu Burnley (2015)

Dne 14. července 2011 odešel Mee na roční hostování do druholigového Burnley. 6. srpna Mee debutoval při remíze 2:2 proti Watfordu. 29. listopadu pomohl k udržení čistého konta v zápase proti Ipswich Townu. 10. ledna 2012 trenér Burnley Eddie Howe vyjádřil zájem o trvalý přestup Bena Meeho, a to nedlouho poté, co Burnley dotáhlo přestup Kierana Trippiera, který v klubu také hostoval právě ze City. Mee se připojil k Burnely na trvalo o týden později, když podepsal smlouvu do roku 2015. 31. března z důvodu zranění nedohrál zápas proti Portsmouthu a sezóna tak pro něj předčasně skončila.
Svůj první gól v kariéře vstřelil do sítě Millwallu, a to 28. září 2012 při remíze 2:2. 2. prosince v zápase proti Blackburnu Rovers utrpěl zranění nohy, které jej vyřadilo ze hry až do března následujícího roku.
V sezóně 2013/14 odehrál 38 ligových zápasů, převážně na pozici levého obránce, a pomohl klubu k postupu do Premier League. V létě 2014 podepsal nový kontrakt do roku 2017. V nejvyšší anglické soutěži debutoval 18. srpna proti Chelsea při prohře 1:3. Svůj první gól v Premier League vstřelil 17. ledna do sítě Queens Park Rangers při prohře 2:3. Střelecky se prosadil i v odvetném zápase proti Chelsea, když v 81. minutě dal na Stamford Bridge gól na konečných 1:1.
Dne 26. listopadu 2016, při absenci gólmana Toma Heatona, v zápase proti Manchesteru City jej trenér Sean Dyche zvolil kapitánem. Kapitánskou pásku na trvalo získal až v létě 2019 po odchodu Heatona do Aston Villy. 8. srpna 2018 podepsal Mee nový tříletý kontrakt.

### Brentford
Po skončení smlouvy v Burnley se v létě 2022 přesunul do Brentfordu.

## Statistiky

### Klubové
K 8. únoru 2022
| Klub                   | Sezóna  | Liga           | Liga   | Liga | FA Cup | FA Cup | EFL Cup | EFL Cup | Evropské poháry | Evropské poháry | Celkem | Celkem |
| Klub                   | Sezóna  | Liga           | Zápasy | Góly | Zápasy | Góly   | Zápasy  | Góly    | Zápasy          | Góly            | Zápasy | Góly   |
| ---------------------- | ------- | -------------- | ------ | ---- | ------ | ------ | ------- | ------- | --------------- | --------------- | ------ | ------ |
| Manchester City        | 2008/09 | Premier League | 0      | 0    | 0      | 0      | 0       | 0       | 0               | 0               | 0      | 0      |
| Manchester City        | 2009/10 | Premier League | 0      | 0    | 0      | 0      | 0       | 0       | —               | —               | 0      | 0      |
| Manchester City        | 2010/11 | Premier League | 0      | 0    | —      | —      | 1       | 0       | 0               | 0               | 1      | 0      |
| Manchester City        | Celkem  | Celkem         | 0      | 0    | 0      | 0      | 1       | 0       | 0               | 0               | 1      | 0      |
| Leicester City (host.) | 2010/11 | Championship   | 15     | 0    | 0      | 0      | —       | —       | —               | —               | 15     | 0      |
| Burnley                | 2011/12 | Championship   | 31     | 0    | 1      | 0      | 3       | 0       | —               | —               | 35     | 0      |
| Burnley                | 2012/13 | Championship   | 19     | 1    | 0      | 0      | 2       | 0       | —               | —               | 21     | 1      |
| Burnley                | 2013/14 | Championship   | 38     | 0    | 0      | 0      | 3       | 0       | —               | —               | 41     | 0      |
| Burnley                | 2014/15 | Premier League | 33     | 2    | 2      | 0      | 0       | 0       | —               | —               | 35     | 2      |
| Burnley                | 2015/16 | Championship   | 46     | 2    | 2      | 0      | 1       | 0       | —               | —               | 49     | 2      |
| Burnley                | 2016/17 | Premier League | 34     | 1    | 1      | 0      | 0       | 0       | —               | —               | 35     | 1      |
| Burnley                | 2017/18 | Premier League | 29     | 0    | 1      | 0      | 0       | 0       | —               | —               | 30     | 0      |
| Burnley                | 2018/19 | Premier League | 38     | 0    | 0      | 0      | 1       | 0       | 4               | 0               | 43     | 0      |
| Burnley                | 2019/20 | Premier League | 32     | 1    | 0      | 0      | 0       | 0       | —               | —               | 32     | 1      |
| Burnley                | 2020/21 | Premier League | 30     | 2    | 1      | 0      | 0       | 0       | —               | —               | 31     | 2      |
| Burnley                | 2021/22 | Premier League | 16     | 2    | 1      | 0      | 2       | 0       | —               | —               | 19     | 2      |
| Burnley                | Celkem  | Celkem         | 346    | 11   | 9      | 0      | 12      | 0       | 4               | 0               | 371    | 11     |
| Celkem                 | Celkem  | Celkem         | 361    | 11   | 9      | 0      | 13      | 0       | 4               | 0               | 387    | 11     |

## Ocenění

### Klubová

#### Burnley
- EFL Championship: 2015/16;[26]